# Луи дьо Бурбон, граф дьо Вермандоа
Луи дьо Бурбон, граф дьо Вермандоа (на френски: Louis de Bourbon, comte de Vermandois; * 2 октомври 1667, Сен Жермен ан Ле, Франция; † 18 ноември 1683, Фландрия, Белгия) е френски принц, признат незаконен син на Луи XIV.

## Живот
Син е на краля на Франция, наричан Кралят Слънце, Луи XIV (1638 – 1715), и неговата метреса Луиза дьо Ла Валиер (1644 – 1710). Официално е признат от Луи XIV за негов син през 1669 г., две години след раждането му. На същата възраст му е дадена титлата „Адмирал на Франция“, като с този акт Луи XIV целял да запази контрола си върху флота за много години напред.
Когато майка му изпада в немилост и влиза в манастир на кармелитките, за да изкупва греховете си, малкият Луи, заедно с другите ѝ деца от краля, е даден за отглеждане на снахата на краля, херцогиня д`Орлеан (1674). Когато известно време след това херцогинята завежда детето в манастира да я види и то се спуска да я прегърне, Луиза дьо Ла Валиер, отдадена на своето разкаяние, отказва да го прегърне.
Граф дьо Вермандоа расте самотно дете. Много близък е единствено със сестра си Мари Ан дьо Бурбон. Той има интимна връзка с по-възрастния Шевалие дьо Лорен, близък приятел на чичо му. Когато кралят научава за личния живот на граф дьо Вермандоа, насочва целия си гняв срещу него, тъй като от политически съображения бил принуден да толерира брат си. Като следствие от това граф дьо Вермандоа е изгонен от двора (1682). На следващата година херцогиня д`Орлеан измолва от краля разрешение сина му да участва във войната срещу Фландрия, за да изкупи на бойното поле греховете си. Кралят дава позволение, но въпреки че 16-годишният граф се сражава смело без да се щади, това му спечелва твърде малко уважение от страна на баща му. Луи XIV не е и особено натъжен от смъртта му на 18 ноември същата година във Фландрия – граф дьо Вермандоа умира от чума, от която се заразил при обсадата на Куртре. Той е погребан в катедралата в Арас.
Има версия, според която в действителност графът не е починал от заболяване, а тайно е бил затворен в тъмница и че именно той се крие под загадъчната личност на Желязната маска.